# 유엔 안전 보장 이사회 결의 제2623호
유엔 안전 보장 이사회 결의 제2623호는 2022년 러시아의 우크라이나 침공에 관한 주제로 제11차 유엔 총회 긴급 특별회의 소집을 촉구하였다. 알바니아와 미국이 유엔 안전 보장 이사회에 결의안을 제출하였고, 이사회는 2022년 2월 27일 결의안을 채택하였다. 러시아는 반대표를, 중국과, 인도, 아랍에미리트는 기권표를 던졌다. 또한 이 결의안은 절차적 결의안이기 때문에 상임 이사국은 거부권을 행사할 수 없다.

## 토대
유엔 총회 결의 제377호와 1950년 11월 3일 채택된 "평화를 위한 단결" 결의안이 명시한 내용에 따르면, 안보리 5개 상임 이사국(P5)의 만장일치가 되지 않아 국제 평화와 안보를 유지하기 위해 필요한 조치를 취하지 못하는 경우, 총회는 문제를 즉시 심의하고 국제 평화와 안보를 유지 또는 회복하기 위해 필요한 경우 무력 사용을 포함한 집단적 조치에 관한 적절한 권고안을 유엔 회원국에 발행할 수 있다.
이런 의미에서 결의안 제2623호는 유엔 총회 긴급 회의 소집을 위해 평화를 위한 연합 결의안이 발동된 13번째 사례라고 할 수 있다. 또 안전 보장 이사회가 발동한 사례로는 8번째라고 할 수 있다.

## 결과
제11회 유엔 총회 긴급 특별회의는 여러 차례 소집된 후 다음과 같은 결의안을 통과시켰다.
- 결의안 ES-11/1 "우크라이나에 대한 침략", 2022년 3월 2일, 141-5-35(찬성-반대-기권)
- 결의안 ES-11/2 “우크라이나에 대한 침략의 인도적 결과”, 2022년 3월 24일, 140-5-38
- 결의안 ES-11/3 “인권이사회에서 러시아 연방의 회원 자격 정지”, 2022년 4월 7일, 93-24-58
- 결의안 ES-11/4 "우크라이나의 영토 보전: 유엔 헌장의 원칙 수호", 2022년 10월 12일, 143-5-35
- 결의안 ES-11/5 “우크라이나에 대한 침략에 대한 구제 및 배상의 진전”, 2022년 11월 14일, 95-14-73
- 결의안 ES-11/6 “우크라이나의 포괄적이고 공정하며 지속 가능한 평화를 위한 유엔 헌장의 원칙”, 2023년 3월 2일, 141-7-32[6][7]

## 투표
투표는 총회와 안보리에서 모두 실시되었다. 2022년 2월 27일 개최된 안보리 회의에는 투표권이 있는 15명의 이사국이 참석하였다. 11개 이사국이 찬성을, 1개 이사국이 반대를, 3개 이사국이 기권하였다. 안보리 개표 결과는 다음과 같다.
(안보리 상임이사국은 굵게 표시)
| 찬성 (11개국)                                                                                  | 기권 (3개국)                 | 반대 (1개국) |
| ---------------------------------------------------------------------------------------------- | ---------------------------- | ------------ |
| - 알바니아 - 브라질 - 프랑스 - 가봉 - 가나 - 아일랜드 - 케냐 - 멕시코 - 노르웨이 - 영국 - 미국 | - 중국 - 인도 - 아랍에미리트 | - 러시아     |

결과에 따라, 긴급 특별 회의가 2022년 2월 28일 소집되었다.

## 같이 보기
- 제11회 유엔 총회 긴급 특별회의
- 유엔 안전 보장 이사회 결의 제2601 ~ 2700호 목록